# Brevet de technicien supérieur - Management commercial opérationnel
Le Brevet de Technicien Supérieur - Management commercial opérationnel (BTS MCO) est le nouveau nom depuis 2019 du BTS Management des unités commerciales (BTS MUC) qui lui même a remplacé en 2006, pour s’adapter à l’évolution des métiers du commerce en France, le BTS Action commerciale.
Les titulaires des baccalauréats STMG, ES et professionnels « Vente » et « Commerce » constituent les effectifs principaux.

## Programme
| Matières enseignées                                   | 1re année Horaire / sem | 2e année Horaire /sem |
| ----------------------------------------------------- | ----------------------- | --------------------- |
| Gestion de la relation clientèle                      | 9                       | 2                     |
| Management et gestion des unités commerciales         | 4                       | 6                     |
| Développement de l'unité commerciale                  | 3                       | 9                     |
| Informatique commerciale                              | 2                       | 3                     |
| Communication                                         | 2                       | -                     |
| Droit                                                 | 2                       | 2                     |
| Management des entreprises                            | 2                       | 2                     |
| Économie générale                                     | 2                       | 2                     |
| Culture générale et expression                        | 2                       | 2                     |
| Langue vivante étrangère 1                            | 2                       | 2                     |
| Langue vivante étrangère 2                            | 2                       | 2                     |
| Accès aux ressources informatiques de l'établissement | 4                       | 4                     |
| Total                                                 | 36                      | 31                    |

### Matières générales en BTS MCO

#### Culture Générale et Expression (CGE)
L’objectif est de rendre les étudiants aptes à une communication efficace dans la vie courante et dans la vie professionnelle aussi bien dans l’entreprise qu’à l’extérieur. Le but est aussi d’améliorer l’expression écrite et orale, de façon à rendre les étudiants capables de rédiger rapports et notes de synthèse, et de faire des exposés sur des sujets d’actualité. Les techniques du résumé, de la discussion et de la synthèse de documents préparent à l’épreuve écrite de l’examen.

#### Langue vivante
La langue vivante obligatoire est l'anglais. Cependant, de nombreux lycées en proposent une deuxième de manière facultative ou obligatoire. L'étudiant étudie le vocabulaire commercial usuel et économique. Celui-ci peut se retrouver en travaux pratiques : entraînement à l’expression orale et à l’expression écrite appliquée aux problèmes professionnels. Il lit des articles de revues et journaux étrangers et rédige des courriers commerciaux.

#### Économiegénérale
Approche méthodologique. Les fondements de la connaissance économique. Les fonctions économiques. Le financement de l’économie. La régulation. Les relations économiques internationales. L’économie mondiale.

#### Management d'entreprises
Approche méthodologique. L’entreprise, des approches complémentaires. L’entreprise, centre de décision. L’entreprise et la gestion des activités. L’entreprise et sa démarche stratégique. L’entreprise, la société, l’éthique.

#### Droit
Approche méthodologique. Le cadre juridique de l’activité économique. L’activité économique et les mécanismes juridiques fondamentaux. L’entreprise et l’activité commerciale. Les relations juridiques des entreprises avec leurs salariés. Les relations juridiques de l’entreprise avec les consommateurs. Les relations inter-entreprises.

### Matières professionnelles

#### Projet et Développement de L'unité Commerciale
- La démarche mercatique : la notion de marché, les besoins, les produits et les services, mercatique stratégique et mercatique opérationnelle.

- Le marché des produits et services : approche mercatique des produits et services, la notion de marque, emballage et conditionnement, la qualité, les composantes du marché, la demande globale, le comportement des consommateurs, la segmentation de la demande, les études de la demande, les caractéristiques de l’offre, l’environnement.

- Le contexte de la relation commerciale : la notion de relation commerciale, caractéristiques des unités commerciales, vente à distance, e-commerce.

- La relation commerciale et le marché : clientèle et zone de chalandise, le comportement des clients, la concurrence, les partenaires institutionnels.

- La mercatique opérationnelle de l’unité commerciale : le contact commercial, la gestion de l’offre, le prix et les conditions commerciales, la mise en valeur de l’offre, la communication locale, la mercatique après-vente.

- Le contexte de l’organisation de la relation commerciale : les ressources humaines, l’agencement de l’unité commerciale, les achats et les approvisionnements, la maintenance.

- Les réseaux d’unités commerciales : les types de réseaux, les composantes des réseaux, les relations entre producteurs et distributeurs.

- La stratégie mercatique des réseaux : le développement du réseau, le positionnement : produits, marques, prix, la stratégie de communication, la stratégie d’achat et de logistique.

#### Management et gestion des unités commerciales
Les fondements du management.
- Le manager de l’unité commerciale.
- Le management de l’équipe.
- L’organisation de l’équipe.
- Le management de projet.

#### Gestion des unités commerciales
À partir d'exemples et de données venant d'entreprises de distribution ou de services, il s'agit de comprendre les mécanismes de gestion de l'unité commerciale : 
- Gestion courante de l’unité commerciale : comprendre et maîtriser la nature et les montants des flux physiques et financiers induits par l'activité de l'UC (cycle d'exploitation, règlements, relations avec les banques, stocks, trésorerie, analyse de l'exploitation).
- Gestion des investissements : la rentabilité et le financement des investissements.
- Gestion de l’offre : la maîtrise des coûts et la fixation des prix de vente.
- Gestion prévisionnelle : les méthodes de prévision et l'élaboration des budgets.
- Évaluation des performances de l’unité commerciale : les tableaux de bord et la gestion des risques.

#### Communication
Introduction à la communication.
- La communication dans la relation interpersonnelle.
- La communication dans la relation managériale.
- La communication dans la relation commerciale.

#### Informatique commerciale
L’information commerciale, ressource stratégique.
- L’organisation de l’information.
- Le travail collaboratif.
- Informatique appliquée à la gestion de la relation client.
- Informatique appliquée à la gestion de l’offre.
- Informatique appliquée à la gestion de l’unité commerciale.
- Présentation et diffusion de l’information.

### Stages et missions en entreprise
Les étudiants effectuent des stages en entreprises pour une durée totale de 12 à 14 semaines réparties sur les deux années de formation.
En plus de ces stages, ils effectuent, dans les mêmes entreprises, des missions professionnelles de préparation et de suivi ayant pour but de :
- permettre la découverte de l’environnement professionnel ;
- faciliter leur intégration dans l’entreprise ;
- préparer les actions menées pendant les stages ;
- évaluer le résultat de ces actions.

Ces stages et missions sont utilisées par l’étudiant pour élaborer un dossier d’analyse et de conduite de la relation commerciale et un projet de développement commercial qui serviront de support aux épreuves pratiques E5 et E6.

### Examen
| | Coefficient | Type d'examen | Durée        |
| --- | ----------- | ------------- | ------------ |
| Matières générales |             |               |              |
| E1 : Culture générale et expression                                                                                                   | 3           | écrit         | 4 h          |
| E2 : Langue vivante étrangère 1 | 3           | écrit + oral  | 2 h + 40 min |
| E2 : Langue vivante étrangère 2 - Facultative                                                                                         | 1           | oral          | 20 min       |
| E3 : Droit - Économie - Management des entreprises Sous-épreuve : Économie et Droit U31 Sous-épreuve : Management des entreprises U32 | 3           | écrit         | 4 h + 3 h    |
| Matières professionnelles |             |               |              |
| E4 : Management et gestion des unités commerciales                                                                                    | 4           | écrit         | 5 h          |
| E5 : Analyse et conduite de la relation commerciale                                                                                   | 4           | oral + écrit  | CCF          |
| E6 : Projet de développement de l'unité commerciale                                                                                   | 4           | oral + écrit  | CCF          |

### Intégrer un BTS MCO
Tous les bacheliers peuvent intégrer un BTS MCO. Cependant, près de 50 % des étudiants en BTS MCO ont obtenu un bac STMG. Plus de 30 % ont eu un bac professionnel. Les autres proviennent de terminale ES ou de terminale S.
Afin d'intégrer un BTS, les futurs étudiants doivent postuler via la plateforme Parcoursup ou directement auprès de l'établissement.

### Après les études
Le BTS a vocation à être un diplôme d’insertion professionnelle. Après ces études, l'individu peut donc, en fonction de la taille et de la nature de l’entreprise, exercer des métiers diversifiés :
- assistant chef de rayon, directeur adjoint de magasin…
- animateur des ventes, chargé de clientèle, conseiller commercial, vendeur-conseil, marchandiseur…
- télé vendeur, télé conseiller…
- chargé d’accueil, chargé de l’administration commerciale…
- agent d'assurances, assistant commercial, attaché commercial...
- courtier, conseiller en voyage, trafic manager...
- technico-commercial...

Avec de l’expérience, l'étudiant peut évoluer vers les métiers de :
- manager de rayon, responsable de rayon, directeur de magasin, responsable de site, chef d'agence commerciale, chef de secteur, responsable d’un centre de profits…
- responsable de clientèle, chef des ventes, chef de marché…
- administrateur des ventes, responsable logistique, chef de groupe, chef de flux, superviseur…

Il est également possible d'intégrer une troisième année de spécialisation post-BTS avant d’entrer dans la vie professionnelle.
Pour cette année post-BTS, il est possible de postuler pour des écoles de commerce, via le concours Passerelle 1. Il faut savoir que ce concours est accessible à tout le monde (BTS, DUT, 2 ans de licence…) et que les places sont limitées. Ce concours est valable dans 17 écoles en France.
Sinon, il est possible aussi de reprendre un cursus universitaire en 3e année de licence ou en licence pro. Il est également possible d'entrer directement en troisième année de bachelor. Cette formation en 3 ans s'intègre après le bac mais est accessible en troisième année après avoir validé un bac+2 (BTS ou DUT par exemple). Les formations bachelor se font généralement en écoles privées. Dans tous les cas, une poursuite d'études n'est que bénéfique. Avec les écoles de commerce, cela donne accès à un bac + 5, une licence bac +3, une licence pro bac +3 et un BTS bac +2.

## Les organismes de formation
Quatre modes existent pour suivre une formation BTS MCO :
- La formation initiale peut être suivie soit en formation à temps plein soit en alternance. L'alternance peut se faire en contrat d'apprentissage ou en contrat de professionnalisation. De nombreux instituts de formations privés et lycées proposent ce type de formation. En France, plus de 691 écoles BTS MUC sont référencées ;
- La formation par correspondance est proposée par quelques organismes tels que le CNED, Enaco, École chez soi, Educatel, ABS formation, Comnicia ;
- La formation professionnelle ou continue s'adresse essentiellement à des professionnels souhaitant continuer à travailler tout en se formant.

## Sources
- Référentiel du Brevet de Technicien Supérieur Management des Unités Commerciales
- Le site Cours BTS Révision